# Futureworld - 2000 anni nel futuro
Futureworld - 2000 anni nel futuro (Futureworld, USA, 1976) è un film drammatico-fantascientifico del regista Richard T. Heffron, sequel del film del 1973 Il mondo dei robot (1973) scritto e diretto da Michael Crichton. A seguito del film fu anche prodotta una breve serie televisiva Alle soglie del futuro (Beyond Westworld, 1980).

## Trama
Due anni dopo la tragedia, narrata nel precedente film Il mondo dei robot, il parco divertimenti Delos viene riaperto. Allo scopo promozionale, i reporter Chuck Browning e Tracy Ballard vengono invitati all'inaugurazione, alla quale partecipano autorità di tutto il mondo, inclusa l'Unione Sovietica.
Le cose sembrerebbero andare perfettamente in quanto gli operatori sono anch'essi degli androidi e dunque più idonei al controllo del buon funzionamento dell'apparato. I due giornalisti, tuttavia, mossi da sospetti, alla luce di un precedente omicidio, vengono a scoprire un terribile complotto ordito dal direttore, il Dr Schneider, sinistra figura memoria degli scienziati nazisti, un piano atto a sostituire delle figure politiche chiave con degli androidi perfettamente somiglianti.

## Produzione
Futureworld è uno dei primi film a usare la computer grafica in 3D (CGI). La CGI viene usata per animare i visi e le mani. La mano era una versione digitalizzata della mano sinistra di Edwin Catmull. Il film utilizza anche la tecnica di composizione digitale 2D quando alcuni personaggi recitano su di uno sfondo.

## Critica
Crichton continua il suo discorso sulla civiltà delle macchine e rimanda con pertinenza ad una tradizione classica della fantascienza e dell'horror basata sull'impossessamento della altrui personalità, sullo sdoppiamento, sulla dialettica tra apparenza e identità.»
(Fantafilm)